# Virsta
Virsta war ein finnisches Längenmaß und entsprach einer russischen Werst.
- 1 Virsta = 600 Syltä = 1068,8 Meter
  - 1 Syli (Klafter) = 3 Kyynärää = 1,7814 Meter
- 10 Virstaa = 1 Peninkulma = 36.000 Jalkaa = 10688 Meter